# Mirela Rahneva
Mirela Rahneva (Ruse, Bulgaria, 26 de julio de 1988) es una deportista canadiense que compite en skeleton.
Ganó dos medallas en el Campeonato Mundial de Skeleton, en los años 2019 y 2023.
Participó en dos Juegos Olímpicos de Invierno, entre los años 2018 y 2022, ocupando el quinto lugar en Pekín 2022, en la prueba individual.

## Palmarés internacional
| Campeonato Mundial | Campeonato Mundial   | Campeonato Mundial | Campeonato Mundial |
| Año                | Lugar                | Medalla            | Prueba             |
| ------------------ | -------------------- | ------------------ | ------------------ |
| 2019               | Whistler (Canadá)    | Medalla de plata   | Equipo mixto       |
| 2023               | Sankt Moritz (Suiza) | Medalla de bronce  | Individual         |